# Alberto Restuccia
Alberto J. Restuccia Farías (Montevideo, 8 de febrero de 1942-Ib., 28 de junio de 2020) fue un actor, performer, dramaturgo, director teatral y profesor uruguayo.

## Biografía
Nació en el barrio Capurro, sobre el Río de la Plata, unos 5 km al norte del centro de Montevideo.
Tuvo una extensa trayectoria teatral en Uruguay, que incluyó la autoría de más de cien obras. En 1961, junto a Graciela Figueroa, Luis Cerminara y Jorge Freccero fundó Teatro Uno de Montevideo, una experiencia muy removedora.
Entre sus alumnos se cuentan Eduardo Mateo, Gustaf van Perinostein, Mónica Navarro y Luis Orpi.
Fue conductor radial en Eco contemporáneo, su primer programa de radio (junto a su hermano Luis Restuccia) y participó con sus columnas en otros tales como Abrepalabra o RompeKbezas.
En julio de 2017, hizo un pedido público de ayuda, en el que calificó su situación como de indigencia. En septiembre de ese año, comenzó a dar un taller en la Facultad de Información y Comunicación.
Falleció en Montevideo el 28 de junio de 2020, a los 78 años.

## Selección de obras
- Salsipuedes (1985, reposición en 2015)[14]
- Haciendo capote (con Luis Cerminara)[15]
- Esto es cultura, animal (1979, varias reposiciones)[16][17]
- Esto es locura, anormal (1987)[16]